# كرزيستوف كراوزيك
كرزيستوف كراوزيك (بالبولندية: Krzysztof Krawczyk)‏ هو منافس ألعاب قوى بولندي، ولد في 28 يناير 1962 في واوب جيخ في بولندا.

## وصلات خارجية
- كرزيستوف كراوزيك على موقع الاتحاد الدولي لألعاب القوى (الإنجليزية)
- كرزيستوف كراوزيك على موقع أوليمبيديا (الإنجليزية)
- كرزيستوف كراوزيك على موقع اللجنة الأولمبية البولندية (مؤرشف) (البولندية)